# Ufficiale di campo (pallacanestro)
L'Ufficiale di Campo (UdC) è una figura arbitrale della pallacanestro che durante le partite coadiuva gli ufficiali di gara (arbitri) da un tavolo posto tra le panchine delle due squadre.

## I compiti
Gli Ufficiali di Campo impiegati nelle gare sono quattro: un addetto all'apparecchio dei 24 secondi, un cronometrista, un segnapunti ed un assistente segnapunti. Devono sedere al tavolo nello stesso ordine riportato sopra (da sinistra a destra).
Il segnapunti è responsabile della compilazione del referto ufficiale di gara e deve tenere nota:
1. delle squadre, registrando i nomi ed i numeri dei giocatori che inizieranno la gara nonché di tutti i sostituti che vi partecipano. Quando si verifica un'infrazione alle regole relative ai cinque (5) giocatori iniziali, alle sostituzioni o ai numeri di maglia dei giocatori, il segnapunti deve darne comunicazione all'arbitro più vicino, non appena possibile.
2. del punteggio progressivo della gara, registrando i canestri su azione e i tiri liberi realizzati.
3. dei falli addebitati a ciascun giocatore. Il segnapunti deve avvertire immediatamente un arbitro quando un giocatore ha commesso il suo quinto fallo. Deve registrare i falli addebitati a ciascun allenatore e deve avvertire immediatamente un arbitro quando un allenatore deve essere espulso. Analogamente, deve avvertire immediatamente un arbitro quando un giocatore ha commesso due (2) falli antisportivi e deve essere espulso.
4. delle sospensioni. Deve avvertire gli arbitri, alla prima opportunità di sospensione, che una squadra ha richiesto una sospensione e avvertire l'allenatore per mezzo di un arbitro quando l'allenatore non ha più sospensioni a disposizione nella semi-gara o tempo supplementare.
5. del successivo possesso alternato, azionando la freccia di possesso alternato. Il segnapunti deve invertire la direzione della freccia di possesso alternato immediatamente dopo il termine della prima semi-gara, poiché le squadre si scambieranno i canestri nella seconda metà-gara.

Inoltre deve:
1. indicare il numero dei falli commessi da ciascun giocatore alzando, in modo che sia visibile ad entrambi gli allenatori, la paletta indicante il numero dei falli commessi da quel giocatore.
2. posizionare l'indicatore dei falli di squadra sul tavolo degli ufficiali di campo sul lato più vicino alla panchina della squadra in situazione di penalità, nel momento in cui la palla diventa viva dopo il quarto fallo di squadra in un periodo.
3. accordare le sostituzioni.
4. attivare il suo segnale acustico solo quando la palla è morta e prima che la palla diventi di nuovo viva. Il segnale acustico del segnapunti non ferma il cronometro di gara o il gioco, né fa diventare la palla morta.

L'assistente segnapunti aziona il tabellone ed è di supporto al segnapunti. In caso di qualsiasi discrepanza tra il tabellone segnapunti ed il referto ufficiale di gara, che non possa essere risolta, è il referto che deve avere la precedenza e pertanto il tabellone segnapunti dovrà essere ripristinato in conformità al referto.
Il cronometrista deve essere provvisto di un cronometro di gara ed uno per le sospensioni e deve:
- misurare il tempo di gioco:
  - Attivando il cronometro di gara quando:
    - Durante un salto a due, la palla viene legalmente toccata da un saltatore.
    - Dopo un ultimo o unico tiro libero non realizzato e la palla continua ad essere viva, la palla tocca o viene toccata da un giocatore sul terreno di gioco.
    - Durante una rimessa in gioco, la palla tocca o viene legalmente toccata da un giocatore sul terreno di gioco.

  - Fermando il cronometro di gara quando:
    - Il tempo scade al termine di un periodo, se l'apparecchiatura non si ferma automaticamente da sola.
    - Un arbitro fischia mentre la palla è viva.
    - Viene realizzato un canestro su azione contro la squadra che ha richiesto una sospensione.
    - Viene realizzato un canestro su azione quando il cronometro di gara mostra due (2) minuti o meno mancanti alla fine del quarto periodo e di ogni tempo supplementare.
    - Suona il segnale acustico dell'apparecchio dei 24”, mentre una squadra è in controllo di palla.
- misurare le sospensioni come segue:
  - Attivando il cronometro per le sospensioni immediatamente quando l'arbitro fischia ed effettua la segnalazione per la sospensione.
  - Azionando il suo segnale acustico quando sono trascorsi 50 secondi dall'inizio della sospensione.
  - Azionando il suo segnale acustico al termine della sospensione.
- misurare un intervallo di gara come segue:
  - Attivando il cronometro immediatamente al termine del periodo precedente.
  - Azionando il suo segnale acustico prima del primo e del terzo periodo, quando all'inizio del periodo mancano 3 minuti, e poi 1 minuto e 30 secondi.
  - Azionando il suo segnale acustico prima del secondo periodo, del quarto e di ogni tempo supplementare quando mancano 30 secondi all'inizio del periodo.
  - Azionando il suo segnale e simultaneamente fermando il cronometro quando un intervallo di gara termina.
- assicurarsi che un forte segnale acustico suoni automaticamente allo scadere del tempo di gioco di ciascun periodo.
- usare qualsiasi mezzo possibile per informare immediatamente gli arbitri se il suo segnale acustico non funziona o non viene udito.
- avvertire le squadre e gli arbitri, con almeno tre minuti di anticipo, dell'inizio del terzo periodo.

L'addetto all'apparecchio dei 24 secondi deve essere provvisto dell'attrezzatura ed utilizzarla in modo che sia:
- Attivata o riattivata quando:
  - Una squadra acquisisce il controllo di una palla viva sul terreno di gioco.
  - Su una rimessa da fuori campo, la palla tocca o è legalmente toccata da un qualsiasi giocatore sul terreno di gioco.

Ogniqualvolta un arbitro fischia a seguito di:
- Un fallo o una violazione (non per essere la palla finita fuori campo per causa della squadra non in controllo di palla),
- Per essere stata la gara fermata a causa di una qualunque ragione non imputabile alla squadra in controllo di palla,
- Per essere stata la gara fermata a causa di una qualunque ragione non imputabile ad alcuna delle due squadre, a meno che gli avversari non vengano svantaggiati, l'apparecchio dei 24 secondi sarà:

1. Fermato e resettato a ventiquattro (24) secondi, con i display spenti, se:
  1. La palla entra legalmente nel canestro.
  2. La palla tocca l'anello del canestro avversario (a meno che non si blocchi tra anello e tabellone).
  3. Alla squadra è assegnata una rimessa in zona di difesa
  4. Alla squadra vengono assegnati tiri(o) liberi(o).
  5. L'infrazione alle regole è commessa dalla squadra in controllo di palla.
2. Fermato ma non resettato a ventiquattro (24) secondi, quando alla stessa squadra che prima era in controllo di palla è assegnata una rimessa in zona d'attacco e il display dell'apparecchio dei 24” indica quattordici (14) secondi o più.
3. Fermato e resettato a quattordici (14) secondi, quando alla stessa squadra che prima era in controllo di palla è assegnata una rimessa in zona d'attacco e il display dell'apparecchio dei 24” indica tredici (13) secondi o meno.

Fermata, ma non resettata, quando alla stessa squadra che aveva in precedenza il controllo della palla viene assegnata una rimessa in gioco perché:
- La palla è uscita fuori campo.
- Un giocatore della stessa squadra è infortunato.
- Si verifica una situazione di salto a due.
- Viene fischiato un doppio fallo.
- Vengono compensate sanzioni uguali a carico di entrambe le squadre.

Spenta, dopo che la palla è diventata morta ed il cronometro di gara è stato fermato, quando in un qualsiasi periodo quando:
- C'è un nuovo controllo della palla per una delle qualsiasi squadra e ci sono meno di ventiquattro (24) secondi sul cronometro di gara.
- L'apparecchio dei ventiquattro (24) secondi deve essere resettato a quattordici (14) secondi nella metà campo di attacco mentre il tempo rimanente sul cronometro di gara è meno di quattordici (14) secondi.

Il segnale dell'apparecchio dei 24” non ferma il cronometro di gara o il gioco, né fa diventare morta la palla, a meno che una squadra non sia in controllo di palla.
Gli UdC, e gli arbitri, devono presentarsi in campo 70 minuti prima dell'inizio della gara, muniti della loro maglia azzurra con il logo della F.I.P., pantaloni neri e scarpe preferibilmente nere. Devono avere sempre tutti un blocchetto di referti di gara, 4 penne (2 blu/nere, 2 rosse), un righello e un fischietto.
All'arrivo, la squadra C.I.A. controlla l'attrezzatura a disposizione:
1. Il cronometro di gara elettronico;
2. Un cronometro manuale per la misurazione delle sospensioni;
3. Le 5 palette per indicare i falli personali e 2 rosse per falli di squadra;
4. I 2 apparecchi per i 24 secondi posti all'angolo opposto destro e all'angolo adiacente sinistro del campo rispetto al tavolo;
5. Una freccia per indicare il possesso alternato della palla.

Il referto di gara va compilato con una penna blu o nera. Si utilizza una penna rossa per compilare la parte relativa al primo e al terzo periodo (punteggio, falli, entrate, orari di inizio e di fine periodo), e per confermare il quintetto iniziale.
Dopo aver compilato il referto di gara, viene effettuato il riconoscimento degli atleti, allenatori e tesserati al seguito riportati sulla lista N/R.
20 minuti prima dell'inizio si entra in campo e viene attivato il cronometro.

Almeno 10 minuti prima, i due allenatori devono comunicare al segnapunti il quintetto iniziale e firmare il referto.
La freccia del possesso alternato serve a stabilire quale squadra ha diritto alla rimessa a seguito di una situazione di salto a due. I casi principali per cui si ricorre alla procedura di possesso alternato sono:
- Inizio di ogni quarto, tranne il primo;
- Palla trattenuta;
- La palla si blocca nel supporto del canestro (tra ferro e tabellone);
- Il gioco viene fermato quando nessuna squadra ha il controllo di palla;
- Indecisione da parte degli arbitri.

I responsabili della freccia del possesso alternato sono sia gli arbitri che gli UdC.

## Gli U.d.C. in Italia
In Italia, il gruppo degli Ufficiali di Campo rappresenta un movimento affermato e parte integrante della squadra arbitrale, a differenza di quanto accade in quasi tutti gli altri paesi.
| Campionato                                     | Categoria UdC | UdC impiegati                                                                            |
| ---------------------------------------------- | ------------- | ---------------------------------------------------------------------------------------- |
| Coppe Europee                                  |               |                                                                                          |
| Turkish Airlines Euroleague                    | Nazionali     | Scorer Assistant scorer Timer 24‘‘ clock operator                                        |
| Eurocup                                        | Nazionali     | Scorer Assistant scorer Timer 24‘‘ clock operator                                        |
| EuroChallenge                                  | Nazionali     | Scorer Assistant scorer Timer 24‘‘ clock operator                                        |
| Euroleague Women                               | Nazionali     | Scorer Assistant scorer Timer 24‘‘ clock operator                                        |
| EuroCup Women                                  | Nazionali     | Scorer Assistant scorer Timer 24‘‘ clock operator                                        |
| Nazionale maschile e femminile                 | Nazionali     | Scorer Assistant scorer Timer 24‘‘ clock operator                                        |
| Coppe Italiane                                 |               |                                                                                          |
| Final Eight                                    | Nazionali     | Cronometrista Segnapunti Addetto 24‘‘ Assistente segnapunti (solo per le finali del TdR) |
| Coppa Italia di Legadue                        | Nazionali     | Cronometrista Segnapunti Addetto 24‘‘ Assistente segnapunti (solo per le finali del TdR) |
| Coppa Italia LNP                               | Nazionali     | Cronometrista Segnapunti Addetto 24‘‘ Assistente segnapunti (solo per le finali del TdR) |
| Final Four                                     | Nazionali     | Cronometrista Segnapunti Addetto 24‘‘ Assistente segnapunti (solo per le finali del TdR) |
| Coppa di LegA                                  | Nazionali     | Cronometrista Segnapunti Addetto 24‘‘ Assistente segnapunti (solo per le finali del TdR) |
| Coppa Italia Serie B                           | Nazionali     | Cronometrista Segnapunti Addetto 24‘‘ Assistente segnapunti (solo per le finali del TdR) |
| Finali Nazionali                               | Regionali     | Cronometrista Segnapunti Addetto 24‘‘ Assistente segnapunti (solo per le finali del TdR) |
| Trofeo delle Regioni                           | Regionali     | Cronometrista Segnapunti Addetto 24‘‘ Assistente segnapunti (solo per le finali del TdR) |
| Campionati Professionistici                    |               |                                                                                          |
| LBA Serie A                                    | Nazionali     | Cronometrista Segnapunti Addetto 24‘‘                                                    |
| Campionati Dilettantistici                     |               |                                                                                          |
| A2 Maschile A1 Femm. Serie B Maschile A2 Femm. | Nazionali     | Cronometrista Segnapunti Addetto 24‘‘                                                    |
| Campionati Regionali                           |               |                                                                                          |
| Serie C Gold Serie C Silver B Femm.            | Regionali     | Segnapunti Addetto 24‘‘                                                                  |
| D Reg. C Femm.                                 | Regionali     | Segnapunti Addetto 24‘‘                                                                  |
| Under di Eccellenza                            | Regionali     | Segnapunti Addetto 24‘‘                                                                  |

Nei campionati nazionali, vengono impiegati tre ufficiali di campo (il segnapunti, il cronometrista e l'addetto ai ventiquattro secondi); nei campionati regionali ad alto livello (Serie C regionale, D maschile e Serie C) non è obbligatoria la figura del cronometrista, sostituito da una persona designata dalla squadra di casa; nelle restanti categorie non è obbligatoria la presenza dell'apparecchio dei 24 secondi e il cronometrista e il segnapunti devono essere messi a disposizione dalla squadra ospitante.
Gli attuali istruttori nazionali in Italia sono Stefania Tagliolini e Daniela Isola.
La divisa di un ufficiale di campo comprende una maglia blu a maniche lunghe, un pantalone nero e un paio di scarpe preferibilmente nere.